# Les Fins
Les Fins est une commune française située dans le département du Doubs, la région culturelle et historique de Franche-Comté et la région administrative Bourgogne-Franche-Comté. 
Ses habitants sont appelés les Finois et les Finoises.
Au 1er janvier 2020, la ville des Fins comptait un total de 3 157 habitants et formait avec la ville voisine de Morteau un ensemble urbain de 10 008 habitants, constituant la quatrième agglomération du département en nombre d'habitants.

## Géographie

### Situation
La commune des Fins est située en Bourgogne-Franche-Comté, à l'est du département du Doubs, à 49,2 kilomètres à vol d'oiseau à l'est de Besançon, à 28,3 kilomètres à vol d'oiseau au nord-est de Pontarlier et 49,9 kilomètres à vol d'oiseau au sud de Montbéliard. Elle fait partie du canton de Morteau / Le Russey et de la communauté de communes du Val de Morteau. 
La frontière franco-suisse se situe à quelques kilomètres.
| Fournets-Luisans | Le Bélieu | Noël-Cerneux   |
| Morteau          | Fins      | Villers-le-Lac |
| Morteau          | Montlebon | Villers-le-Lac |

### Hydrographie, géologie et relief

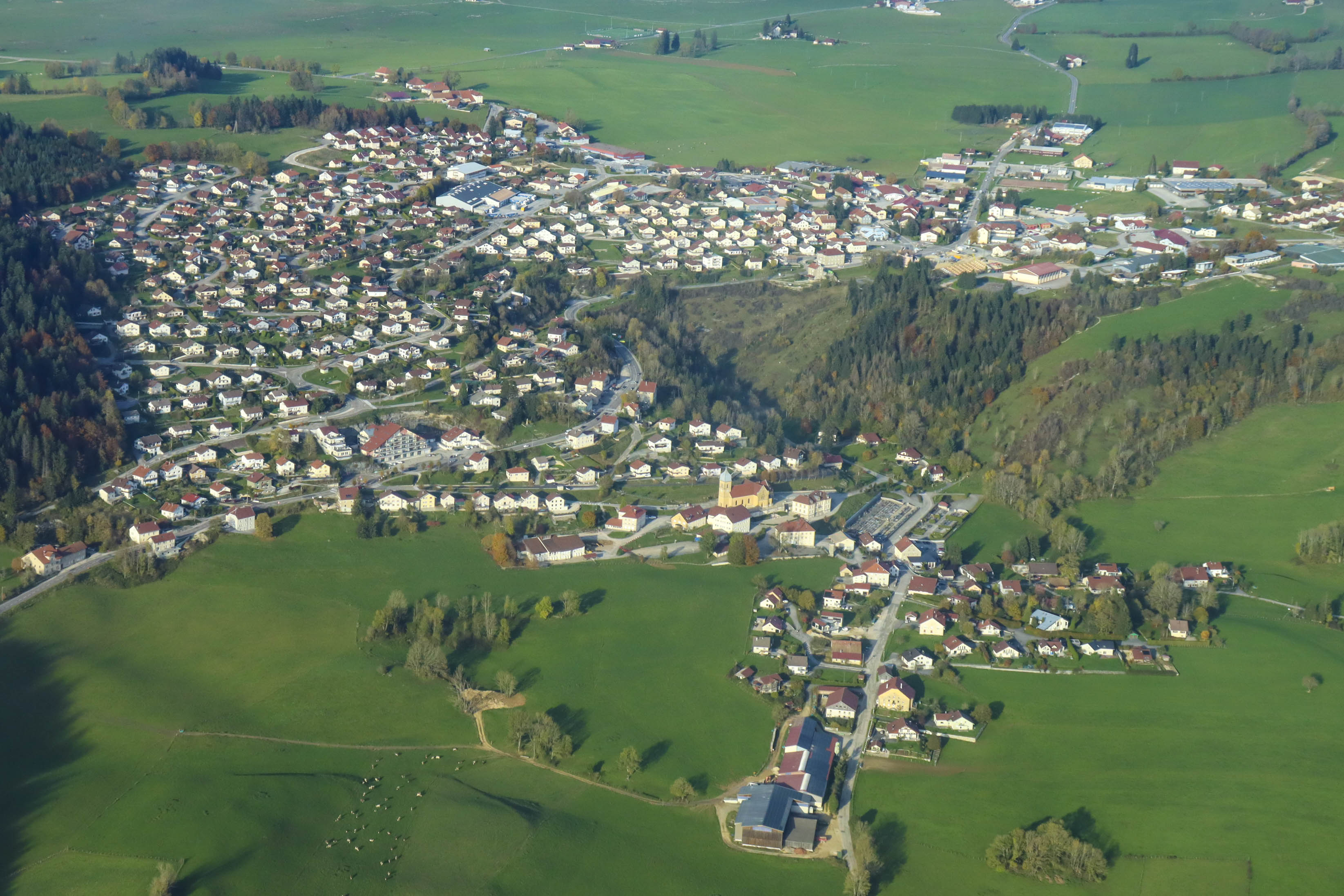
Vue aérienne des Fins.

La commune des Fins s'étend sur le val de Morteau dans sa partie sud et sur le plateau de Maîche dans sa partie nord. Le point culminant de la commune est situé sur le mont Vouillot au sommet du Tantillon (1 158 m) tandis que son altitude la plus basse est enregistrée sur les rives du Doubs qui s'écoule à la limite sud de la commune. Le cours d'eau principal s'écoulant sur la commune est la Tanche, d'une longueur de 4 kilomètres : il prend sa source entre les hameaux du Renaudumont et de Chez le Roi, et se jette dans le Doubs au sud de la commune.
La commune possède un gisement de lignite daté du Purbeckien.

### Voies de communication et transport
De 1905 à 1952, la commune était desservie par la ligne de chemin de fer Morteau - Trévillers.

### Lieux-dits et écarts
La commune est constituée de plusieurs petits hameaux, répartis sur le Mont Vouillot et la montagne des Frenelots, orbitant autour du centre-bourg qui s'étale entre les quartiers des Lavottes et du Renaudumont.
- Renaud-du-Mont (850 m), le centre-bourg où se trouve l'église ;
- la Tanche (772 m), situé à la périphérie est de Morteau, dans la vallée du Doubs ;
- la Tuilerie ;
- le Mont Vouillot ;
- les Lavottes (938 m), situé au nord de la commune sur le plateau de Maiche ;

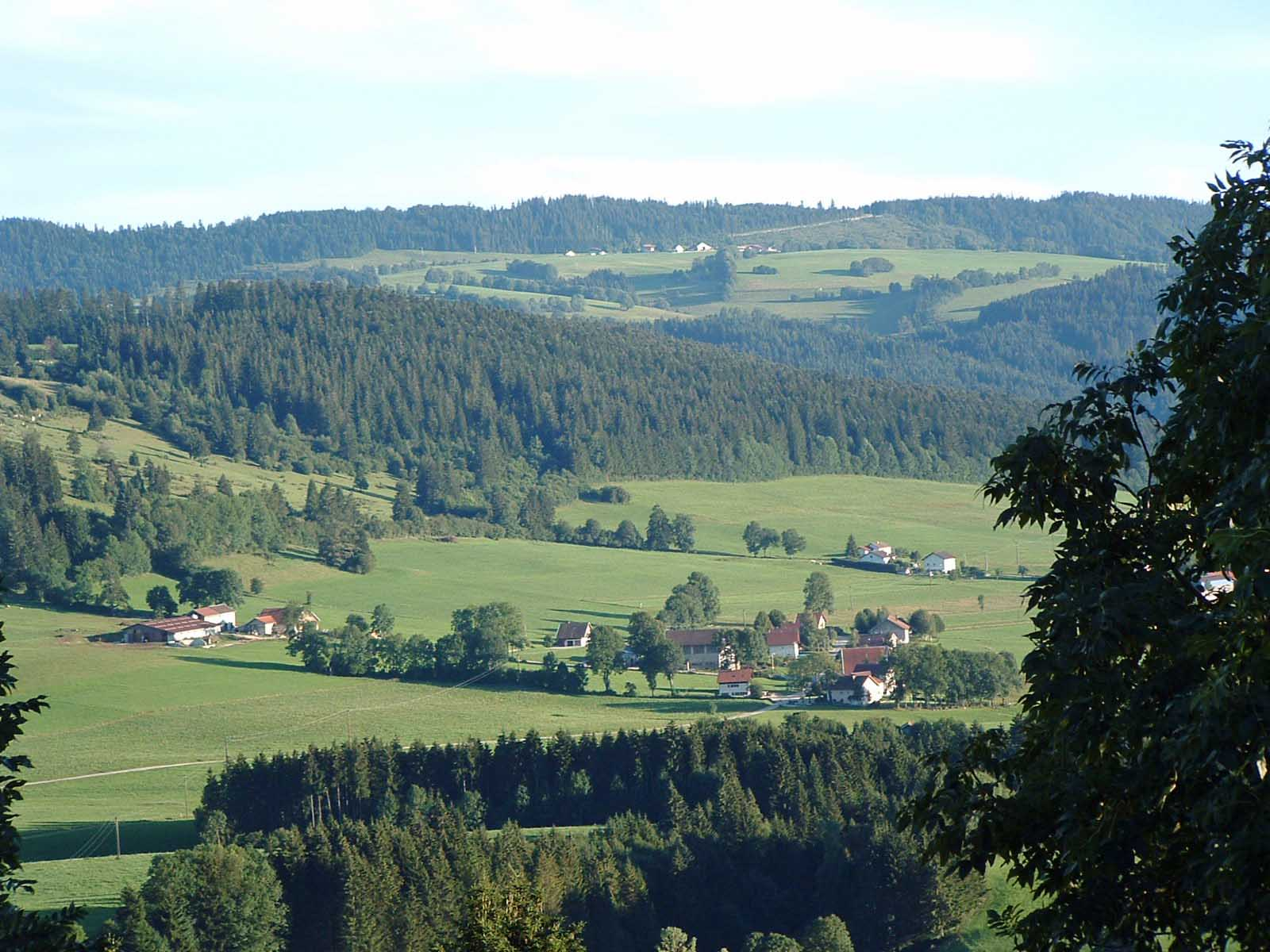
Le hameau des Chézières.

- les Chézières (802 m), dans la cuvette du val de Morteau ;
- les Combes (757 m), sur la Tanche ;
- les Frenelots (790 m), dans la cuvette du val de Morteau ;
- les Suchaux (800 m), situé dans le val de Morteau sur le flanc est du mont Vouillot ;
- les Sapins ;
- Chez le Roi (819 m), situé sur le flanc est de la cuvette du val de Morteau ;
- le Bas de la Chaux ;
- les Laillets (1 052 m), sur les hauteurs du Meix Jacques.

### Climat
Pour des articles plus généraux, voir Climat de la Bourgogne-Franche-Comté et Climat du Doubs.
En 2010, le climat de la commune est de type climat de montagne, selon une étude du Centre national de la recherche scientifique s'appuyant sur une série de données couvrant la période 1971-2000. En 2020, Météo-France publie une typologie des climats de la France métropolitaine dans laquelle la commune est exposée à un climat de montagne ou de marges de montagne et est dans la région climatique  Jura, caractérisée par une forte pluviométrie en toutes saisons (1 000 à 1 500 mm/an), des hivers rigoureux et un ensoleillement médiocre. 
Pour la période 1971-2000, la température annuelle moyenne est de 7,5 °C, avec une amplitude thermique annuelle de 16,9 °C. Le cumul annuel moyen de précipitations est de 1 449 mm, avec 12,4 jours de précipitations en janvier et 11,6 jours en juillet. Pour la période 1991-2020, la température moyenne annuelle observée sur la station météorologique de Météo-France la plus proche, « Le Russey », sur la commune du Russey à 12 km à vol d'oiseau, est de 7,9 °C et le cumul annuel moyen de précipitations est de 1 667,0 mm. 
La température maximale relevée sur cette station est de 36 °C, atteinte le 25 juillet 2019 ; la température minimale est de −32 °C, atteinte le 9 janvier 1985,,. 
Les paramètres climatiques de la commune ont été estimés pour le milieu du siècle (2041-2070) selon différents scénarios d'émission de gaz à effet de serre à partir des nouvelles projections climatiques de référence DRIAS-2020. Ils sont consultables sur un site dédié publié par Météo-France en novembre 2022.

## Urbanisme

### Typologie
Au 1er janvier 2024, Les Fins est catégorisée petite ville, selon la nouvelle grille communale de densité à 7 niveaux définie par l'Insee en 2022.
Elle appartient à l'unité urbaine de Morteau, une agglomération intra-départementale dont elle est une commune de la banlieue,. Par ailleurs la commune fait partie de l'aire d'attraction de Morteau, dont elle est une commune du pôle principal,. Cette aire, qui regroupe 21 communes, est catégorisée dans les aires de moins de 50 000 habitants,.

### Occupation des sols
L'occupation des sols de la commune, telle qu'elle ressort de la base de données européenne d’occupation biophysique des sols Corine Land Cover (CLC), est marquée par l'importance des territoires agricoles (60,2 % en 2018), en diminution par rapport à 1990 (62,1 %). La répartition détaillée en 2018 est la suivante : 
prairies (39,5 %), forêts (30,2 %), zones agricoles hétérogènes (11,9 %), terres arables (8,8 %), zones urbanisées (8,1 %), zones industrielles ou commerciales et réseaux de communication (0,9 %), mines, décharges et chantiers (0,6 %). L'évolution de l’occupation des sols de la commune et de ses infrastructures peut être observée sur les différentes représentations cartographiques du territoire : la carte de Cassini (XVIIIe siècle), la carte d'état-major (1820-1866) et les cartes ou photos aériennes de l'IGN pour la période actuelle (1950 à aujourd'hui).

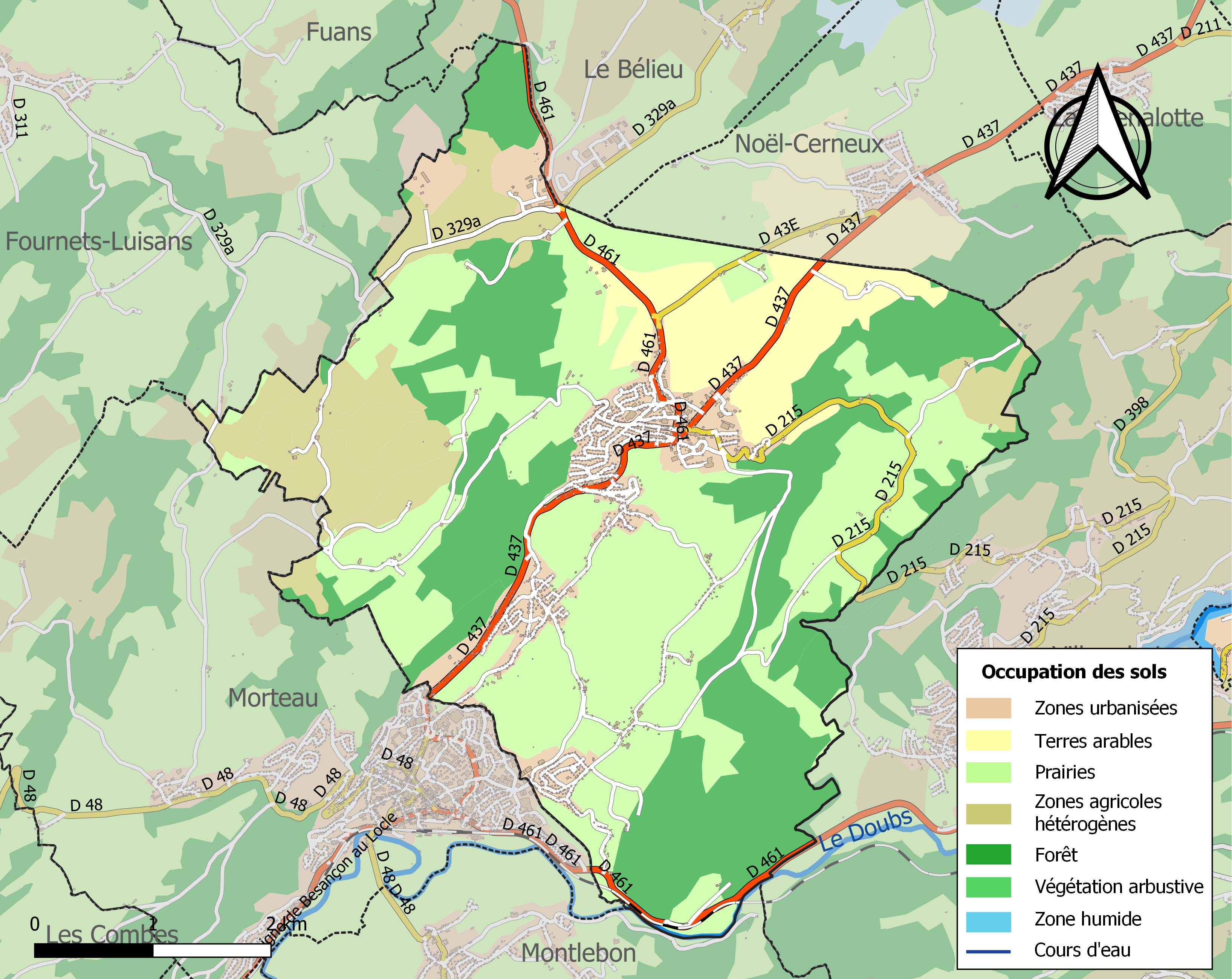
Carte des infrastructures et de l'occupation des sols de la commune en 2018 (CLC).

## Histoire
L'origine du nom viendrait du fait que ce village délimite la fin du Val de Morteau et la fin du plateau de Maîche, d'où « Les Fins ».
Le nom du village est connu dès le XIIe siècle. Le village central est alors Renau du Monde. Les hameaux des Suchaux et des Frenelots occupent la vallée de La Tanche. Incendiés en 1636 par les mercenaires de Saxe-Weimar, ces hameaux sont reconstruits à la fin du XVIIe siècle.
Le XVIIIe siècle donne aux Fins un rôle de communication entre Pontarlier et Montbéliard, rôle accentué au XIXe siècle grâce au relais de diligence des Lavottes. Le découpage cantonal de 1790, reprenant la subdivision du prieuré en quartier de 1462, attribue aux Fins la plus vaste surface, et consacre ainsi sa vocation agricole jusque dans les années 1980. 
La commune participe à l'essor horloger du val avec les ouvriers des Suchaux et des Frenelots qui travaillent dans les grandes fabriques de la ville si proche de Morteau, du XIXe siècle aux années 1970. 
La construction de l'usine Sandoz-Frainier (devenue Petitjean) en 1972 sur le plateau des Usines marque le développement des lotissements et des ZA : La Tanche est construite de 1955 à 1960 et fait face au quartier du Mondey, construit à la même période à Morteau. 
Les Usines sont loties en 1968 et l'habitat s'étend depuis vers le coteau menant au Mont Vouillot et vers Morteau. 
Les zones artisanales vers les Lavottes, et commerciales vers la Tanche, marquent les étapes de la prospérité de cette commune du Pays Horloger.

## Politique et administration

### Administration municipale
Le conseil municipal est composé de 23 membres dont 5 siègent au conseil communautaire de la communauté de communes du Val de Morteau.
| Tête de liste                  | Tête de liste      | Liste | Premier tour | Premier tour | Sièges | Sièges |
| Tête de liste                  | Tête de liste      | Liste | Voix         | %            | CM     | CC     |
| ------------------------------ | ------------------ | ----- | ------------ | ------------ | ------ | ------ |
|                                | Elisabeth Redoutey | SE    | 750          | 62,03        | 19     | 4      |
| Les Fins autrement             |                    |       | 750          | 62,03        | 19     | 4      |
|                                | Bruno Todeschini   | SE    | 459          | 37,96        | 4      | 1      |
| Les Fins, poursuivons l'action |                    |       | 459          | 37,96        | 4      | 1      |

### Liste des maires
| Période | Période  | Identité           | Étiquette | Qualité                        |
| ------- | -------- | ------------------ | --------- | ------------------------------ |
| 1953    | 1971     | Paul Moyse         | SE        |                                |
| 1971    | 1977     | Victor Regnaud     | SE        |                                |
| 1977    | 1983     | Jules Menigoz      | SE        |                                |
| 1983    | 2001     | Paul Vieille       | SE        | Instituteur                    |
| 2001    | 2014     | Gérard Colard      | PS        | Géomètre                       |
| 2014    | 2020     | Bruno Todeschini   | DVD       | Economiste - Chef d'entreprise |
| 2020    | En cours | Elisabeth Redoutey | SE        | Secrétaire de mairie retraitée |

## Population et société

### Démographie

#### Évolution démographique
L'évolution du nombre d'habitants est connue à travers les recensements de la population effectués dans la commune depuis 1793. Pour les communes de moins de 10 000 habitants, une enquête de recensement portant sur toute la population est réalisée tous les cinq ans, les populations de référence des années intermédiaires étant quant à elles estimées par interpolation ou extrapolation. Pour la commune, le premier recensement exhaustif entrant dans le cadre du nouveau dispositif a été réalisé en 2006.

En 2022, la commune comptait 3 062 habitants, en évolution de −0,42 % par rapport à 2016 (Doubs : +1,88 %, France hors Mayotte : +2,11 %).
| 1793 | 1800 | 1806 | 1821 | 1831 | 1836 | 1841 | 1846 | 1851 |
| ---- | ---- | ---- | ---- | ---- | ---- | ---- | ---- | ---- |
| 721  | 632  | 677  | 616  | 625  | 621  | 679  | 715  | 720  |

| 1856 | 1861 | 1866 | 1872 | 1876 | 1881 | 1886 | 1891 | 1896 |
| ---- | ---- | ---- | ---- | ---- | ---- | ---- | ---- | ---- |
| 726  | 749  | 800  | 813  | 814  | 906  | 905  | 916  | 922  |

| 1901 | 1906  | 1911  | 1921  | 1926  | 1931  | 1936  | 1946  | 1954  |
| ---- | ----- | ----- | ----- | ----- | ----- | ----- | ----- | ----- |
| 960  | 1 022 | 1 099 | 1 071 | 1 163 | 1 207 | 1 220 | 1 185 | 1 414 |

| 1962  | 1968  | 1975  | 1982  | 1990  | 1999  | 2006  | 2011  | 2016  |
| ----- | ----- | ----- | ----- | ----- | ----- | ----- | ----- | ----- |
| 1 641 | 1 741 | 2 201 | 2 346 | 2 441 | 2 591 | 2 807 | 2 938 | 3 075 |

| 2021  | 2022  | - | - | - | - | - | - | - |
| ----- | ----- | - | - | - | - | - | - | - |
| 3 109 | 3 062 | - | - | - | - | - | - | - |

#### Pyramide des âges
La population de la commune est relativement jeune.
En 2018, le taux de personnes d'un âge inférieur à 30 ans s'élève à 35,9 %, soit en dessous de la moyenne départementale (36,9 %). À l'inverse, le taux de personnes d'âge supérieur à 60 ans est de 21,3 % la même année, alors qu'il est de 25,4 % au niveau départemental.
En 2018, la commune comptait 1 631 hommes pour 1 540 femmes, soit un taux de 51,43 % d'hommes, largement supérieur au taux départemental (48,93 %).
Les pyramides des âges de la commune et du département s'établissent comme suit.
| Hommes | Classe d’âge | Femmes |
| ------ | ------------ | ------ |
| 0,4    | 90 ou +      | 0,9    |
| 7,0    | 75-89 ans    | 8,0    |
| 13,2   | 60-74 ans    | 13,3   |
| 22,9   | 45-59 ans    | 22,0   |
| 19,1   | 30-44 ans    | 21,6   |
| 17,9   | 15-29 ans    | 15,3   |
| 19,5   | 0-14 ans     | 18,9   |

| Hommes | Classe d’âge | Femmes |
| ------ | ------------ | ------ |
| 0,7    | 90 ou +      | 1,7    |
| 7,1    | 75-89 ans    | 9,4    |
| 15,8   | 60-74 ans    | 17     |
| 19,4   | 45-59 ans    | 18,7   |
| 18,8   | 30-44 ans    | 18,3   |
| 19,3   | 15-29 ans    | 17,5   |
| 18,9   | 0-14 ans     | 17,4   |

## Économie
Les Fins reste une commune rurale et agricole, avec ses fruitières à comté et son usine de transformation de bois. Elle est le berceau de la race bovine montbéliarde.

### Entreprises
Au 1er janvier 2011, la commune des Fins comptait 159 établissements (hors agriculture) qui totalisaient 744 postes salariés. Le commerce représentait 45,3 % des postes salariés et l'industrie 36,3 %. Les principaux établissements en termes d'effectif sont les suivants :
| Nom                                   | Effectif | Activité                                                |
| ------------------------------------- | -------- | ------------------------------------------------------- |
| Brademont SAS                         | 74       | Bijouterie, joaillerie, orfèvrerie                      |
| Résineux du Haut-Doubs SA             | 48       | Commerce de gros de bois et de matériaux                |
| EPS Haut Doubs (Naoki)                | 43       | Activités de nettoyage                                  |
| Ruggeri                               | 41       | Construction de bâtiments divers                        |
| La Poste                              | 34       | Postes nationales                                       |
| Transports Idoux                      | 30       | Transports routiers de marchandises interurbains        |
| Boillod Père & Fils                   | 29       | Traitement et revêtement des métaux                     |
| Faivre Rampant Carrières              | 28       | Extraction de pierres ornementales et de construction   |
| VP Plast                              | 25       | Fabrication de pièces techniques en matières plastiques |
| Automobiles Mougin                    | 23       | Commerce de véhicules automobiles                       |
| Ambulances mortuaciennes              | 21       | Ambulances                                              |
| Les Matériaux du Haut-Doubs (Big Mat) | 20       | Commerce de gros de bois et de matériaux                |

## Personnalités liées à la commune
- Hervé Pierre : comédien et metteur en scène né aux Fins en 1955.
- Joseph Mamet : ancien maire des Fins qui a promu la vache de race montbéliarde.
- Pierre henri roland:  Arpenteur royal, député des Fins à l'assemblée préliminaire du bailliage de Pontarlier (Doubs) puis délégué du Tiers état à l'assemblée générale du bailliage d'Aval en 1789

## Culture

### Patrimoine religieux
- L' église Saint-Claude[23] recensée dans la base Mérimée.
- La chapelle de la Vierge du Renaudumont[24] recensée dans la base Mérimée.
- La commune compte aussi de nombreuses croix (Mont-Vouillot...), Vierges (Suchaux, rue Principale...) : la dévotion des habitants, courante à la campagne, est encore plus visible dans les villages du Haut-Doubs.

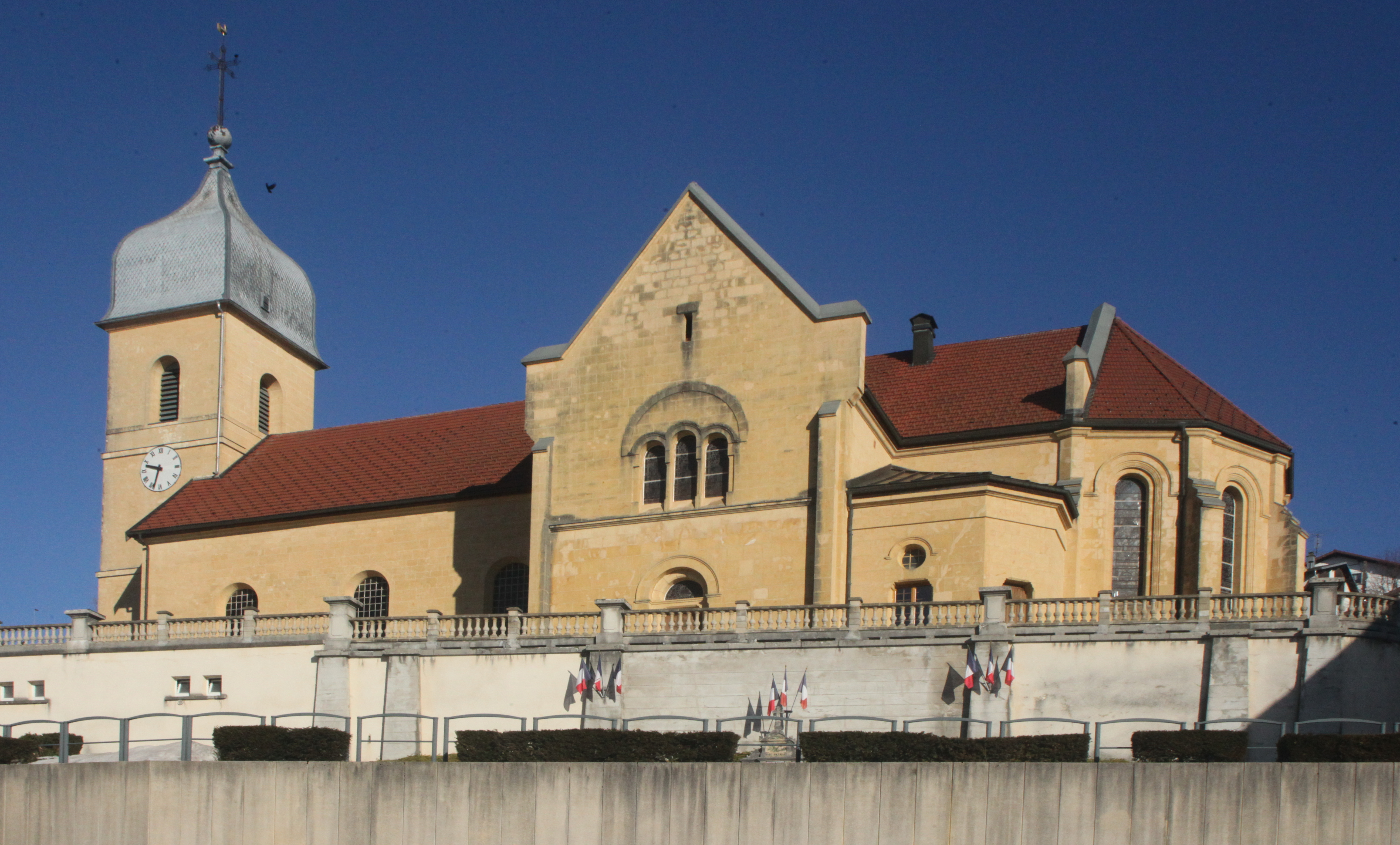
Eglise.
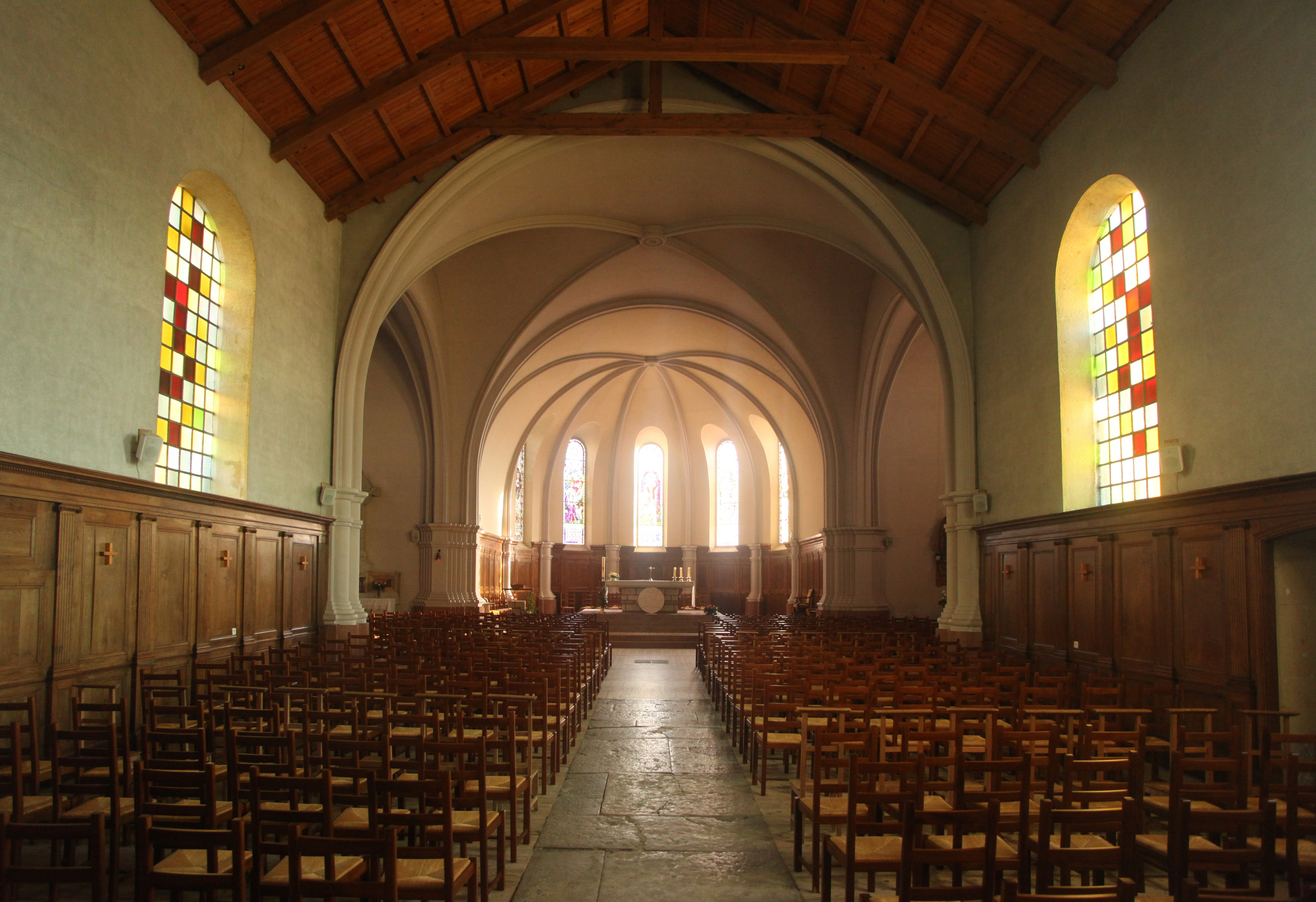
Intérieur de l'église.
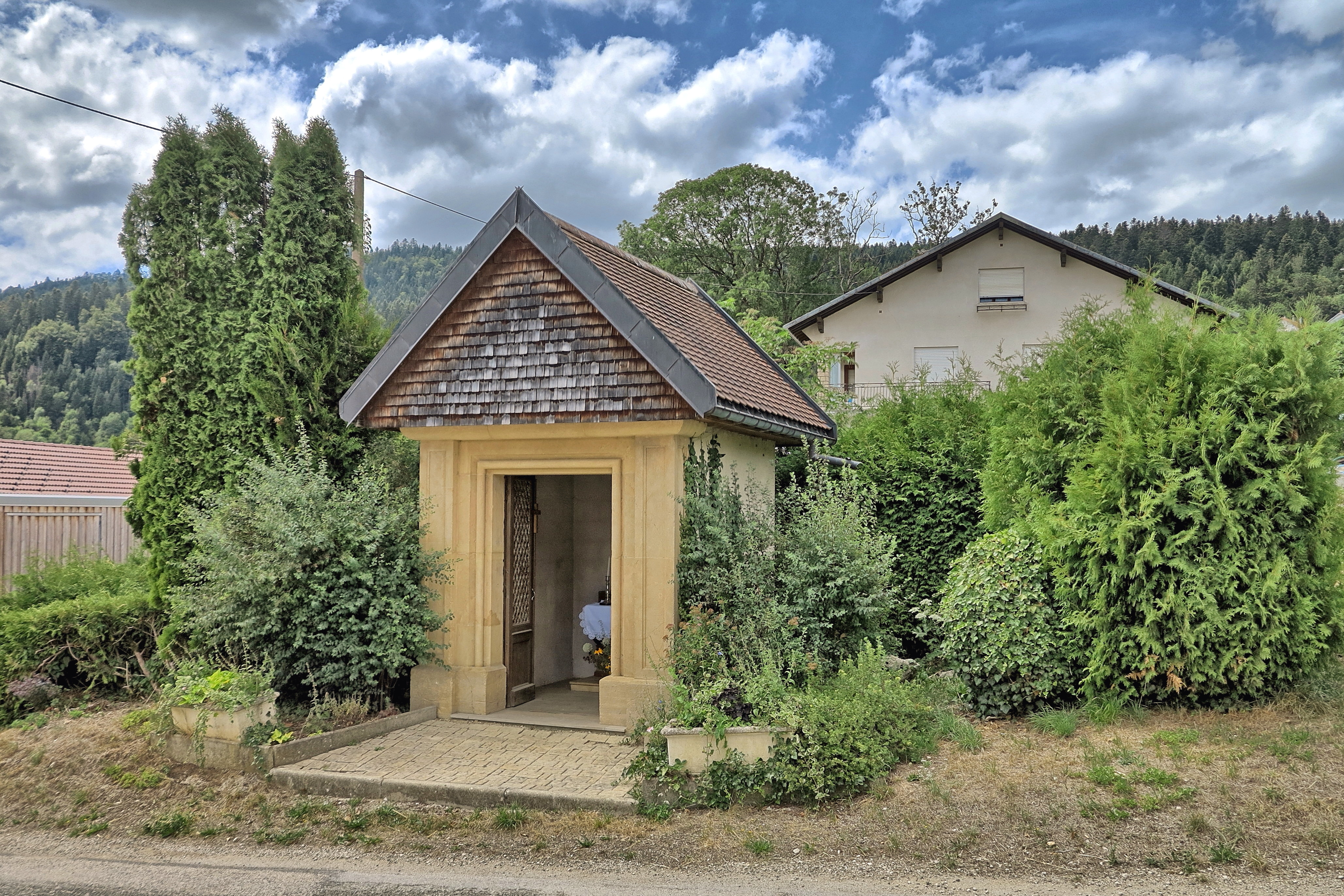
Chapelle de la Vierge.

### Patrimoine civil
- 2 fermes comtoises avec tuyé et grange haute[25],[26] recensées dans la base Mérimée.
- Ancienne gare du Tacot (qui allait jusqu'à Trévillers).

### Héraldique
| Blason de Fins (Les) | Blason  | D’azur à la croix d’argent.                      |
| Blason de Fins (Les) | Détails | Le statut officiel du blason reste à déterminer. |

## Galerie

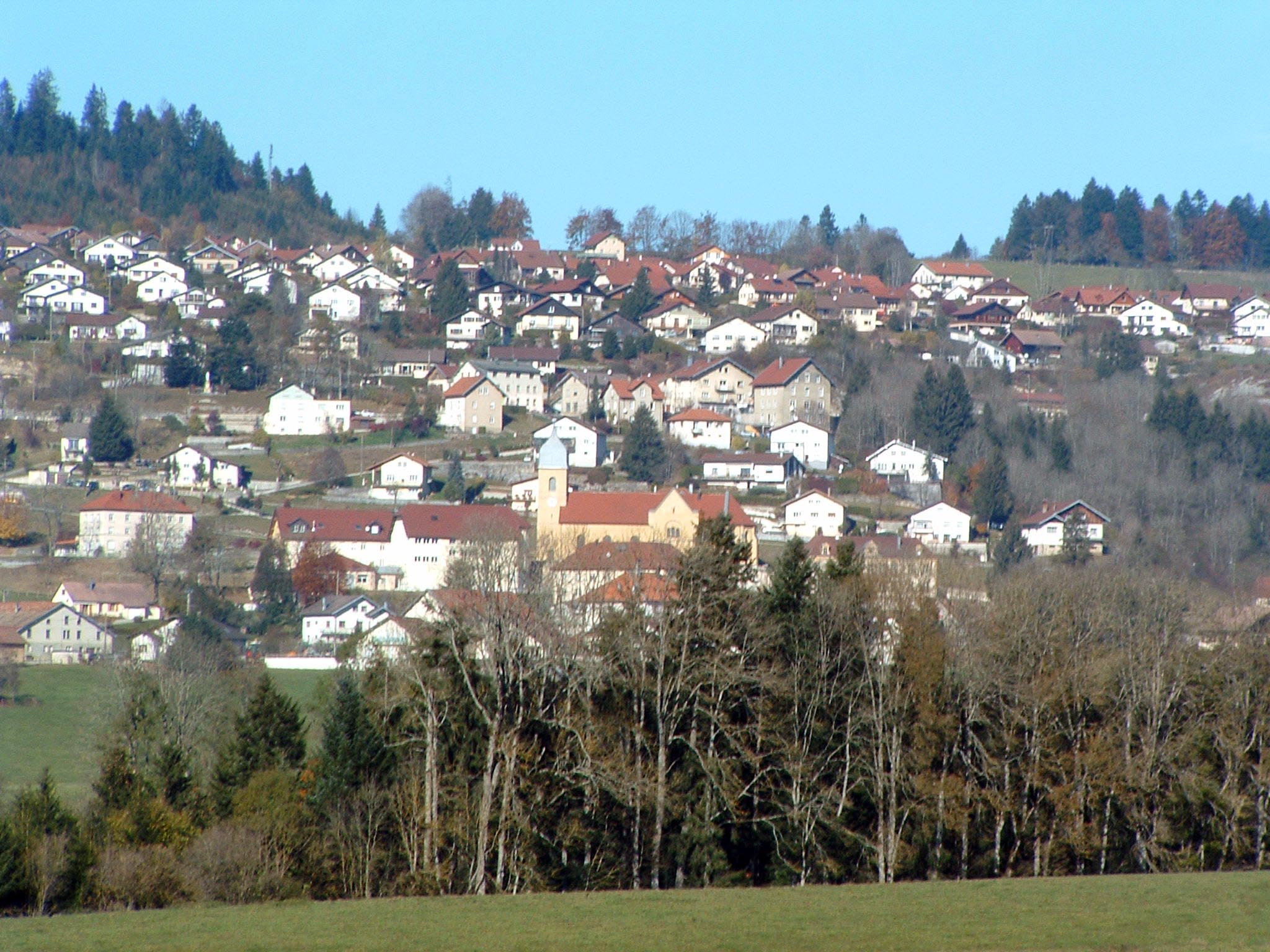
Vue générale.
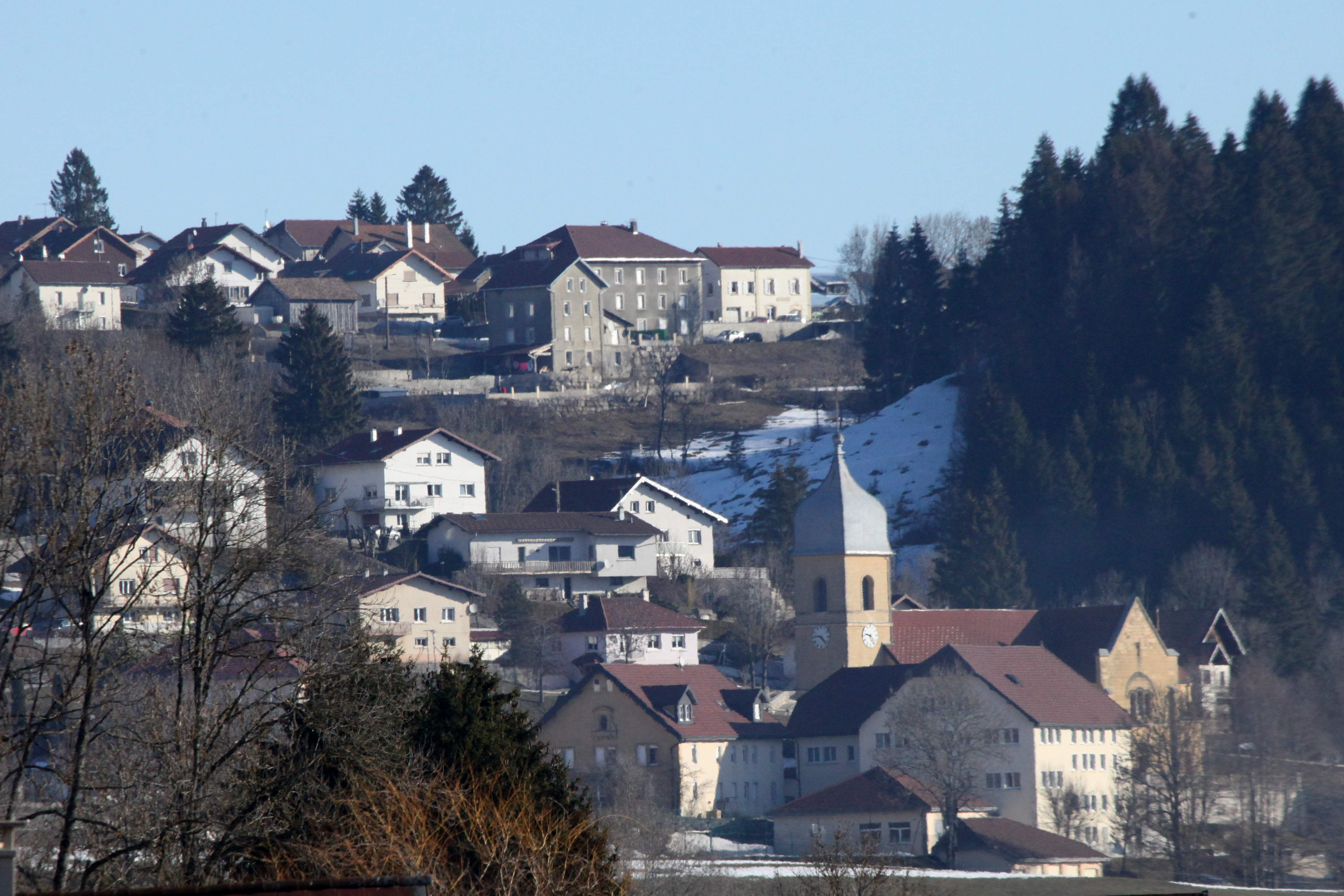
Les Fins en hiver.
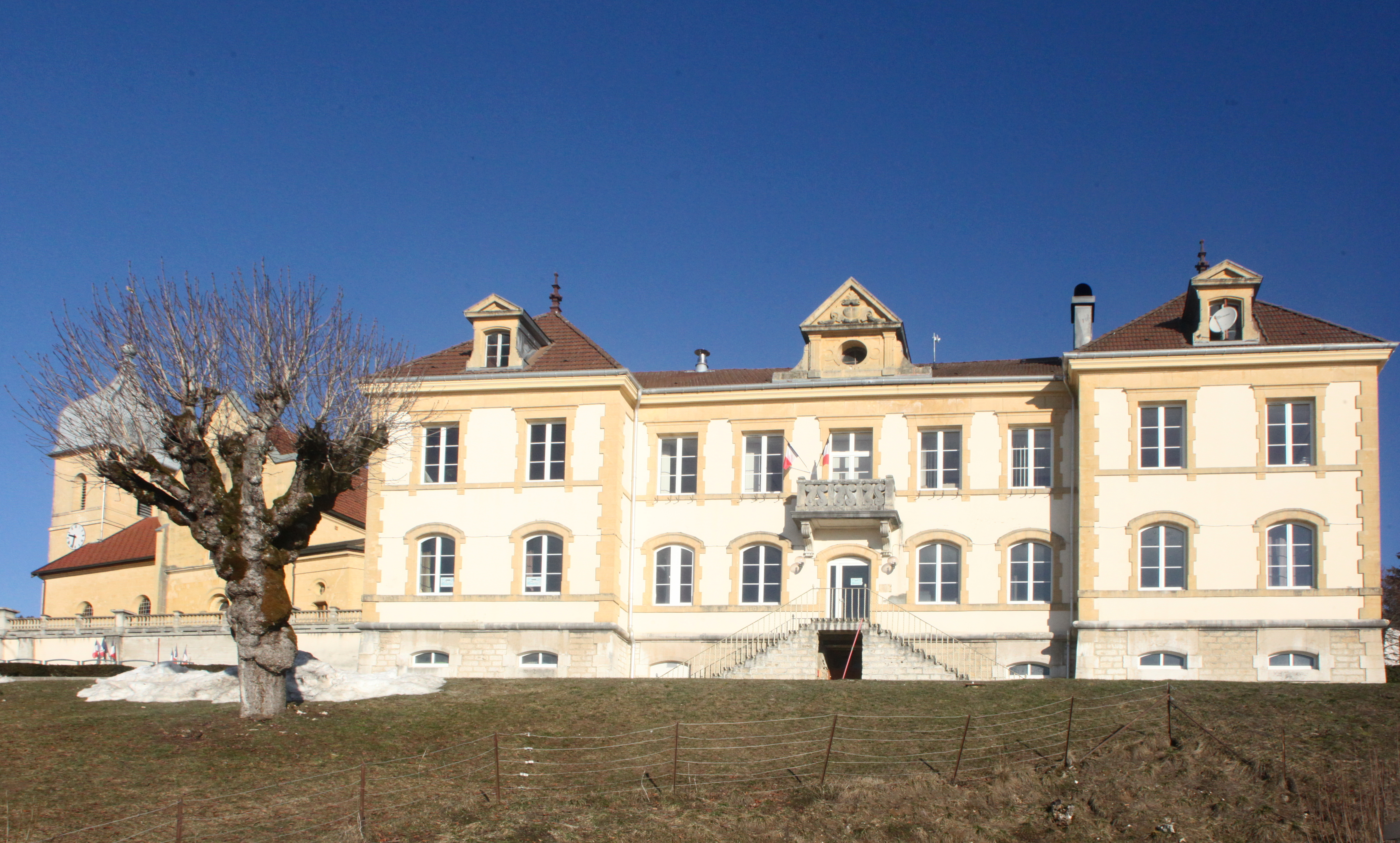
Mairie.
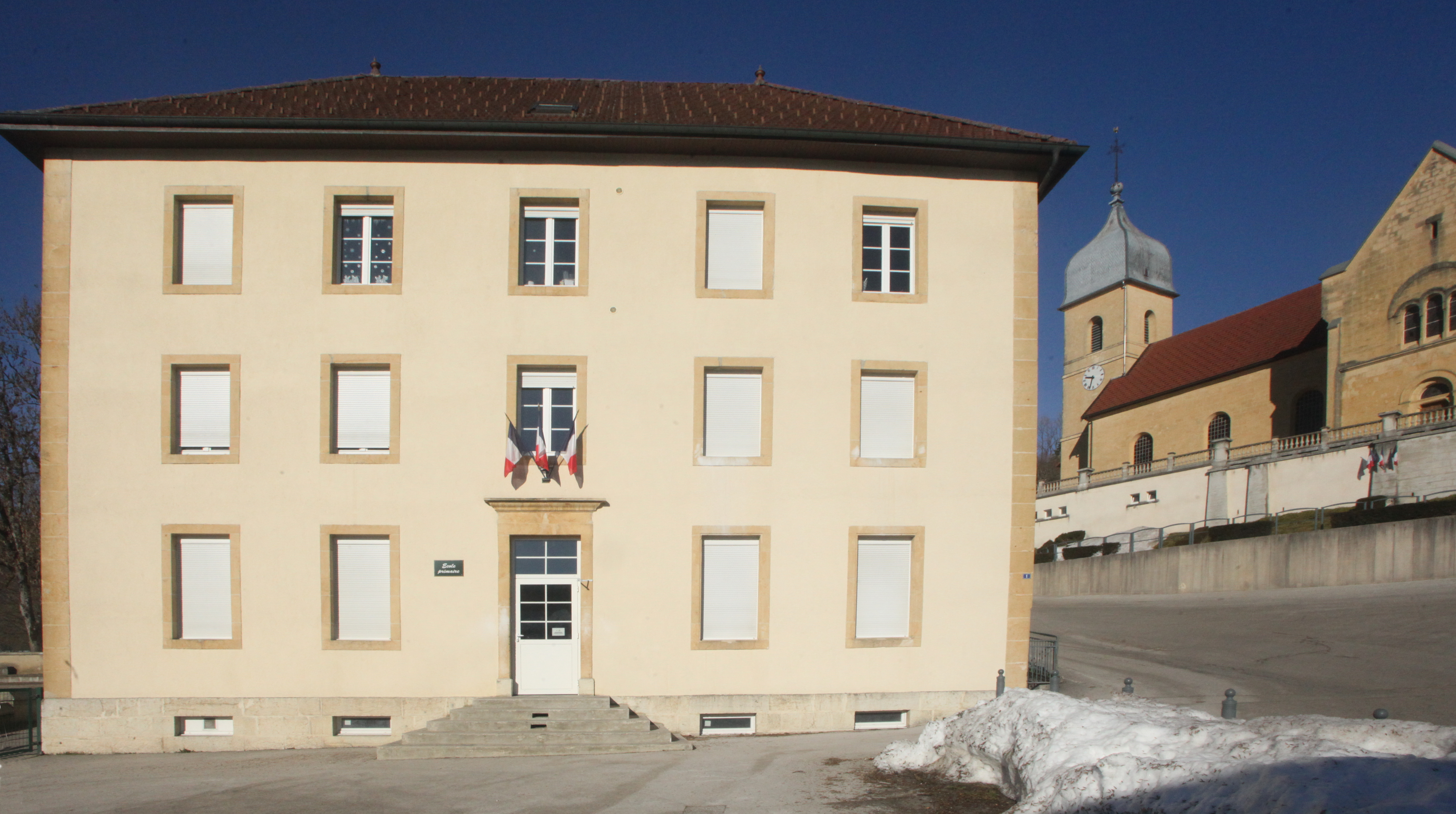
Ecole.

## Loisirs

### Associations, infrastructures
- Le centre nautique districal se trouve aux Fins.
- L'Union sportive Les Fins, club de football, est créée en 1946 et fête ses 70 ans les 9 et 10 juillet 2016[28].
- Il existe également un moto-club, une chorale, un groupe d'accordéonistes...
- L'Union Musicale, harmonie de plus de 100 musiciens, est fondée en 1893. Elle participe notamment au salon de l'agriculture lors du concours général agricole de la Montbéliarde en 2001 ainsi qu'au FIMU de Belfort en 2009.

### Manifestations récurrentes
- Printemps vide-grenier 
  - Festival de la Bière ;
  - Salon de l'artisanat du val de Morteau ;
  - Fête villageoise, la Re-Fête de la musique.
- Été
- Automne
  - Souper dansant du comice du canton de Morteau ;
  - Marche sur le val ;
  - Horlo'troc.
- Hiver
  - Fondue géante.